# Перре, Катрин
Катрин Перре (фр. Catherine Perret, 9 июля 1956, Париж) — французский философ искусства, эстетик и художественный критик.

## Биография
Окончила Лицей Людовика Великого, Эколь Нормаль. Диплом доктора философии «Вальтер Беньямин, или критика в действии» (1986). Преподаватель современной эстетики и критической теории в Университете Париж-Х, возглавляет в университете Центр исследований искусства, философии, эстетики. Была руководителем программы в Международном философском коллеже (1995—2001).

## Научная и организаторская деятельность
Автор работ о современном искусстве. Организатор крупных художественных выставок и научных конференций во Франции, Бельгии, ФРГ, под её редакцией (вместе с Элизабет Кайе) опубликован представительный двухтомник Современное искусство и его экспонирование (2002—2007). Переводчик писем Новалиса и Ницше.

## Избранные труды
- Walter Benjamin sans destin (1992, 2-е изд. 2007)
- Marcel Duchamp, le manieur de gravité (1998)
- Les porteurs d’ombre, mimésis et modernité (2002)

## Публикации на русском языке
- Модернизм Фуко